# Ostropest
Ostropest (Silybum Adans) – rodzaj roślin z rodziny astrowatych. Obejmuje dwa gatunki. Występują one naturalnie w strefie śródziemnomorskiej, w znacznej części Europy i zachodniej Azji. W Polsce spotykany jest w uprawie ostropest plamisty Silybum marianum. Roślina ta została szeroko rozprzestrzeniona na świecie i jako introdukowana rośnie w północno-zachodniej Europie, w środkowej i wschodniej Azji, w Australii, południowej Afryce i na obu kontynentach amerykańskich. Stosowana jest jako ozdobna i lecznicza.

## Morfologia
PokrójRośliny roczne i dwuletnie osiągające do 1,5 m wysokości. Łodygi pojedyncze, prosto wzniesione.
LiścieZarówno odziomkowe jak i łodygowe, pierzasto kapowane lub zatokowo wcinane, na brzegach kolczaste, z charakterystycznymi białawymi plamami wzdłuż wiązek przewodzących.
KwiatyZebrane w pojedyncze koszyczki na szczytach pędów. Listki okrywy liczne, zewnętrzne i środkowe zakończone długim, ostrym kolcem. Korony kwiatów rurkowate, purpurowe.
OwoceLekko spłaszczone, wydłużone i czarne niełupki z pękiem białych włosków puchu kielichowego.

## Systematyka
Pozycja systematyczna
Rodzaj z rodziny astrowatych Asteraceae, w jej obrębie klasyfikowany do podrodziny Carduoideae, plemienia Cardueae i podplemienia Carduinae.
Wykaz gatunków
- Silybum marianum (L.) Gaertn. – ostropest plamisty
- Silybum eburneum Coss. & Durieu

## Zastosowanie
Roślina leczniczaOstropest plamisty jest rośliną stosowaną w zaburzeniach funkcji wątroby. Pierwsze wzmianki o medycznych zastosowaniach tej rośliny pochodzą od Pliniusza Starszego.
Owoce ostropestu plamistego bywają stosowane do produkcji herbat ziołowych.